# Motoșeni
Motoșeni is een Roemeense gemeente in het district Bacău.
Motoșeni telt 3807 inwoners.